# 傅自応
傅 自応（ふ じおう、1957年9月 - ）は、中華人民共和国の官僚、政治家。湖南省岳陽市出身。現職は中央人民政府駐マカオ特別行政区連絡弁公室主任、国務院港澳事務弁公室副主任。中国共産党第19期中央委員会候補委員。

## 経歴
1957年9月、湖南省岳陽市で生まれる。文化大革命末期の1974年10月より湖南省岳陽県の広興公社で知識青年として労働に従事。1976年11月、化学工業部第四化建設公司機械加工工場の労働者。1981年に湖南財経学院（現在の湖南大学）を卒業後、同年、中華人民共和国対外貿易部財務局制度処に入局。以後、奨励処副処長、制度処副処長、経済調整司副処長、計画財務司長を歴任した。2003年6月から、中華人民共和国商務部企画財務司司長、商務部部長補佐、党組成員兼企画財務司長、商務部副部長を歴任しました。
2011年11月、江蘇省副省長に転出。
2015年3月、党中央宣伝部に移り、中国共産党中央規律検査委員会駐中国共産党中央宣伝部紀検組組長に任命される。2017年3月、商務部国際貿易交渉代表、副部長、党組副書記に就任。
2018年12月28日、鄭暁松の後任として、中央人民政府駐マカオ特別行政区連絡弁公室主任に任命された。2020年2月13日、中華人民共和国国務院は傅自応を国務院港澳事務弁公室副主任に任命した。